# Roin K'vaskhvadze
Roin K'vaskhvadze (in georgiano როინ კვასხვაძე?; 31 maggio 1989) è un ex calciatore georgiano, di ruolo portiere.

## Palmarès

### Club

#### Competizioni nazionali
- Coppa di Georgia: 4

Zest'aponi: 2007-2008
T'orp'edo Kutaisi: 2016, 2018, 2022
- Campionato georgiano: 5

Zest'aponi: 2010-2011, 2011-2012
T'orp'edo Kutaisi: 2017
Dinamo Tbilisi: 2020
Dinamo Batumi: 2023
- Supercoppa di Georgia: 5

Zest'aponi: 2011, 2012
T'orp'edo Kutaisi: 2018, 2019
Dinamo Tbilisi: 2021